# Foro Andaluz de la Familia
El Foro Andaluz de la Familia es una organización privada miembro del Foro Español de la Familia, que tiene como objetivo impulsar lo que ellos consideran como valores familiares en el ámbito de la comunidad autónoma de Andalucía, ha destacado por sus críticas a diversas medidas del Gobierno de España y del Parlamento de Andalucía referentes a la depenalización del aborto, el matrimonio entre personas del mismo sexo, el derecho a una muerte digna o la asignatura de Educación para la ciudadanía.  